# Ananasgubbe

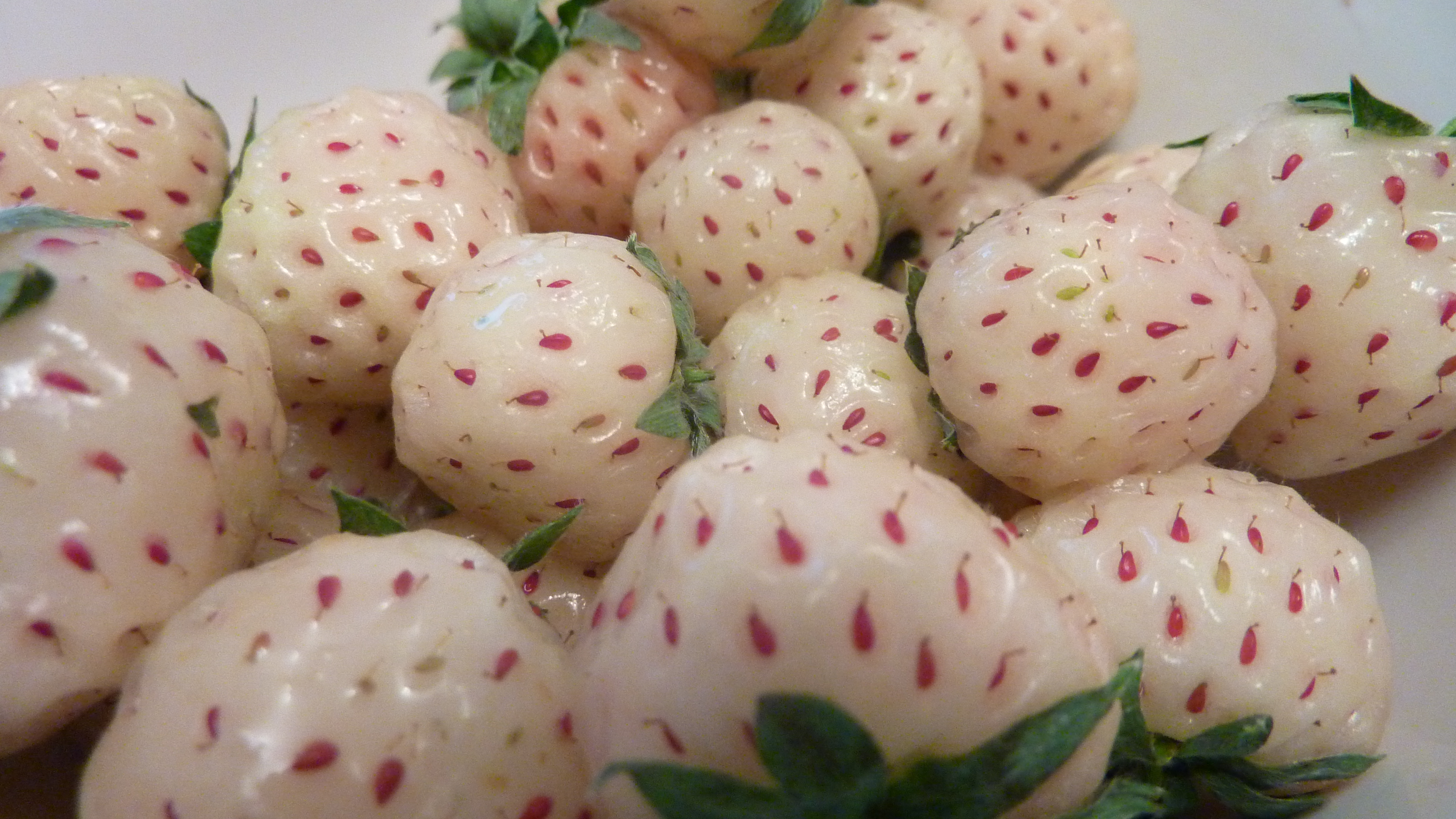
Vita ananasgubbar.

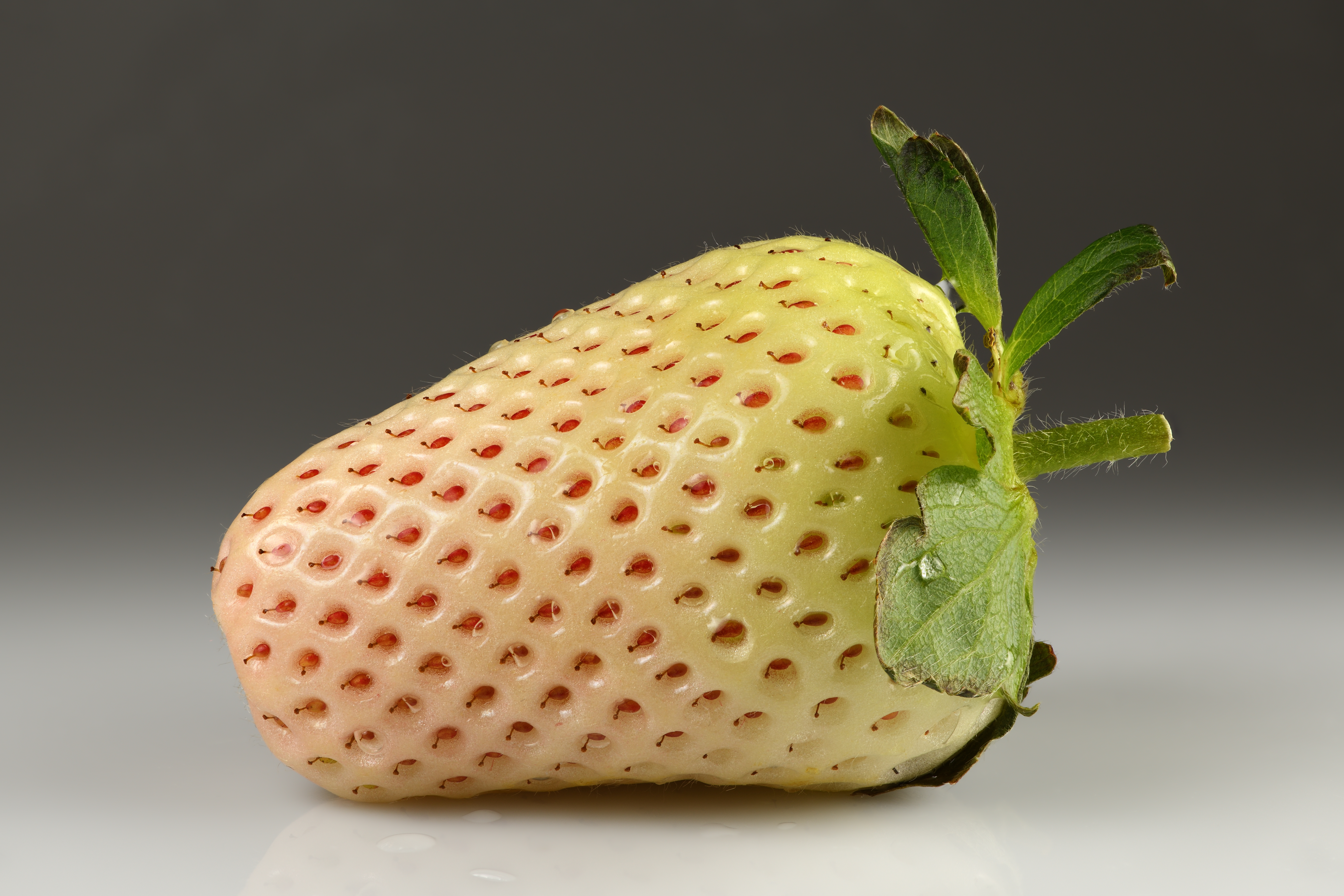
'Florida Pearl'

Ananasgubbe (Fragaria × ananassa) är ett slags bär (egentligen en skenfrukt, ett fruktförband med nötter) inom smultronsläktet. Sorten är mycket närbesläktad med vanlig jordgubbe, och precis som jordgubben är den en hybrid mellan jättesmultron (Fragaria chiloensis), med ursprung i Sydamerika, och scharlakanssmultron (Fragaria virginiana), med ursprung i Nordamerika. Bären är huvudsakligen vita, med röda frön. Fruktköttet kan variera från vitt till orange och har en viss smak av jordgubbe med en antydan av ananas.
Ananasgubben är enligt Philip Lieten en av de första storfruktiga smultron- eller jordgubbssorterna, och har sitt ursprung under 1700-talet. Bärföretaget Vitalberry hävdar att bäret är den äldsta sorten av jordgubbar/odlade smultron, och den ska ha varit nära att dö ut fram till 2003, då  odlare hittade överlevande exemplar i Sydeuropa och räddade plantan. Snart inleddes ett kommersiellt  odlingsprogram, och ursprungsplantan korsades med andra sorter för att förbättra ananasgubben och skördarna. 
Enligt Vitalberry var sydamerikanska smultron, precis som ananasgubbar, ursprungligen just vita. Den nyförädlade ananasgubben har lanserats i butik för konsumenter, bland annat 2010 i Storbritannien, och under 2014 i USA.
Liksom de andra arterna inom smultronsläktet är frukten av ananasgubbe i botanisk mening inte ett bär utan en skenfrukt: ett fruktförband med nötter, eller med en annan terminologi en sammansatt frukt.